# Aspilota adventa
Aspilota adventa är en stekelart som beskrevs av Fischer 1973. Aspilota adventa ingår i släktet Aspilota och familjen bracksteklar. Inga underarter finns listade.